# KTouch
KTouch és una aplicació per al KDE que exercita els estudiants a escriure a màquina. Inclou lliçons per diferents disposicions de teclat en força idiomes diferents. També té lliçons per aprendre a usar el teclat numèric.

## Característiques
El KTouch és molt configurable. L'usuari pot afegir noves disposicions de teclat i idiomes... També hi ha una finestra d'estadístiques que inclou un histograma de la velocitat d'escriptura de l'usuari, en paraules per minut o caràcters per minut, i altres estadístiques. La finestra d'estadístiques també controla l'evolució de l'usuari i sap quines tecles es necessiten practicar.
Encara que el KTouch fou dissenyat per al KDE, també funciona en altres sistemes de finestres com el GNOME o IceWM.